# 愛戀二千小時
《愛戀二千小時》是香港女歌手陳慧嫻第13張粵語錄音室專輯，乃她仍在寶麗金時期製作、後轉至新公司新藝寶唱片發行的首張專輯，於1998年5月8日出品。這張專輯乃陳慧嫻首張概念大碟，也是她首次起用新監製製作，其歌路亦開始變得多元化。首支主打《距離》是寫給她於同年意外去世的家貓。第二主打《玩味》反應不錯，流行一時，登上流行榜冠軍位置。第三主打《你留低的信》，另一電台版本為蘇永康合唱版，則未收錄在本專輯。第四主打《相戀300小時》，曾於903 MUSIC IS LIVE音樂會首唱。

## 關於本專輯
此張專輯乃概念大碟，曲目中除第一首純音樂前奏外，其餘十首歌乃圍繞愛情小說內容情節發展而創作，於當年香港樂壇而言實屬罕見。在經濟不景及翻版影響下，當年銷量仍過金唱片，約三萬張，實在不錯成績。
據陳慧嫻自述，本專輯唱片封套及形象設計均由其時任男友、任職美術及形象設計的張卓文（Michael Cheung）操刀。
1998年，專輯首版發行後，無綫電視曾於音樂節目《勁歌金曲》舉辦「陳慧嫻愛戀二千小時迷你音樂會」以宣傳專輯，由黃偉文、丘凱敏主持。陳演唱曲目包括：《飄雪》、《夜機》、《人生何處不相逢》、《距離》；《逝去的諾言》、《今天的愛人是誰》、《幾時再見?!》（此三曲由歐丁玉、鄧建明伴奏）；《玩味》、《千千闋歌》。 同年，陳慧嫻（飾青青）又曾與鄭子誠（飾Sam）、吳忠泰（飾才）、車森梅（飾欣）、譚翠蓮（飾Grace）等合演香港電台《愛戀二千小時》廣播劇，合共五集，主題曲為《距離》。

## 曲目
| 曲序     | 曲目               |          | 作曲                               | 编曲            | 製作人   | 备注                                             |
| -------- | ------------------ | -------- | ---------------------------------- | --------------- | -------- | ------------------------------------------------ |
| 1.       | Main Theme Reprise | －       | 麥皓輪                             | 麥皓輪          | 麥皓輪   | 純音樂                                           |
| 2.       | 夢                 | 因葵     | 曾頌勤 Ingrid Bjorkman Harvard Rem | 龔耳塵          | 葉廣權   |                                                  |
| 3.       | 房客               | 張美賢   | 麥皓輪                             | 黃艾倫          | 歐丁玉   |                                                  |
| 4.       | 不眠夜             | 梁煒康   | 程理高                             | Robert Seng     | 歐丁玉   |                                                  |
| 5.       | 時間瓶             | 林振強   | 洪堯斌                             | Terence Teo     | 歐丁玉   |                                                  |
| 6.       | 相戀300小時        | 潘源良   | Chris Vadham                       | 方樹樑          | 歐丁玉   | 第四主打                                         |
| 7.       | 畫一道掌紋         | 古倩敏   | 古倩敏                             | 吳慶隆          | 歐丁玉   |                                                  |
| 8.       | 玩味               | 梁煒康   | 馮穎琪                             | 麥皓輪          | 麥皓輪   | 第二主打                                         |
| 9.       | 從一而終           | 梁煒康   | 季忠平                             | 麥皓輪          | 麥皓輪   | 改編自彭佳慧的《愛到無路可退》                   |
| 10.      | 你留低的信         | 古倩敏   | 古倩敏                             | Iskandar Ismail | 歐丁玉   | 第三主打 口白：雷頌德,另一電台版本為蘇永康合唱版 |
| 11.      | 距離               | 陳少琪   | 李煥明                             | 黃耀芹 李煥明   | 麥皓輪   | 第一主打                                         |
| 总时长： | 总时长：           | 总时长： | 总时长：                           | 总时长：        | 总时长： | 43:12                                            |

## 發行版本
- CD版
- SACD版：隨《頭號女神大盛期 SACD Collection Box Set》捆綁發售，2016年8月3日。[6]

## 音樂錄影帶
- 距離 TVB MTV
- 玩味 TVB MTV
- 距離 MV
- 玩味 MV